# Vinnicjai terület
Vinnicjai terület (Вінницька область) közigazgatási egység Ukrajna nyugati-középső részén, székhelye Vinnicja. Területe 26,5 ezer km², népessége 1,763 millió fő (2005).
Északon a Zsitomiri, nyugaton Ternopili, Csernyivci, keleten a Kijevi, Cserkaszi, Kirovohradi, délen az Odesszai területtel, délnyugaton Moldovával határos. 1932. február 27-én hozták létre.

## Földrajz
A Podóliai-hátságon és részben a Déli-Bug és Dnyeszter völgyében helyezkedik el. Az enyhén hullámos dombvidéket folyóvölgyek és a sokfelé megtalálható mély vízmosások tagolják. Az északi vidék az erdőssztyepp, a déli a sztyepp övezetéhez tartozik, azonban a terület több mint ⅔-a művelés alatt áll.

## Gazdaság
A Vinnyicai terület Ukrajna cukorrépa-termelő övezetének központjában helyezkedik el. Fontos ipari növény még a napraforgó és a dohány, a területen sok a gyümölcsös. Jellemző a szarvasmarha-, sertés- és baromfitenyésztés.

## Külső hivatkozások
- A Vinnyicai Területi Állami Közigazgatási Hivatal honlapja (ukránul)